# Hohe Brach
Die Hohe Brach ist mit 586,9 m ü. NHN der höchste Berg des Naturraums Schwäbisch-Fränkische Waldberge, sowie des Rems-Murr-Kreises in Baden-Württemberg. Von der lokalen Bevölkerung wird auch das Maskulinum („der Hohe Brach“ bzw. „am Hohen Brach“) verwendet, zum Teil sogar ausschließlich.
Der Berg befindet sich im Unternaturraum Mainhardter Wald auf dem Gemeindegebiet von Großerlach, südlich der Straße zwischen den Ortsteilen Erlach und Grab und westlich des Weilers Hohenbrach. Seine Kuppe in der ringsum weitgehend vom Gesteinen des Keuper aus der erdgeschichtlichen Trias-Zeit gebildeten Landschaft, ragt in den jüngeren, darüber lagernden Unterjura, von dem hier die Psilonotenton-Formation und die Angulatenton-Formation vertreten sind.

## Fernmeldeturm

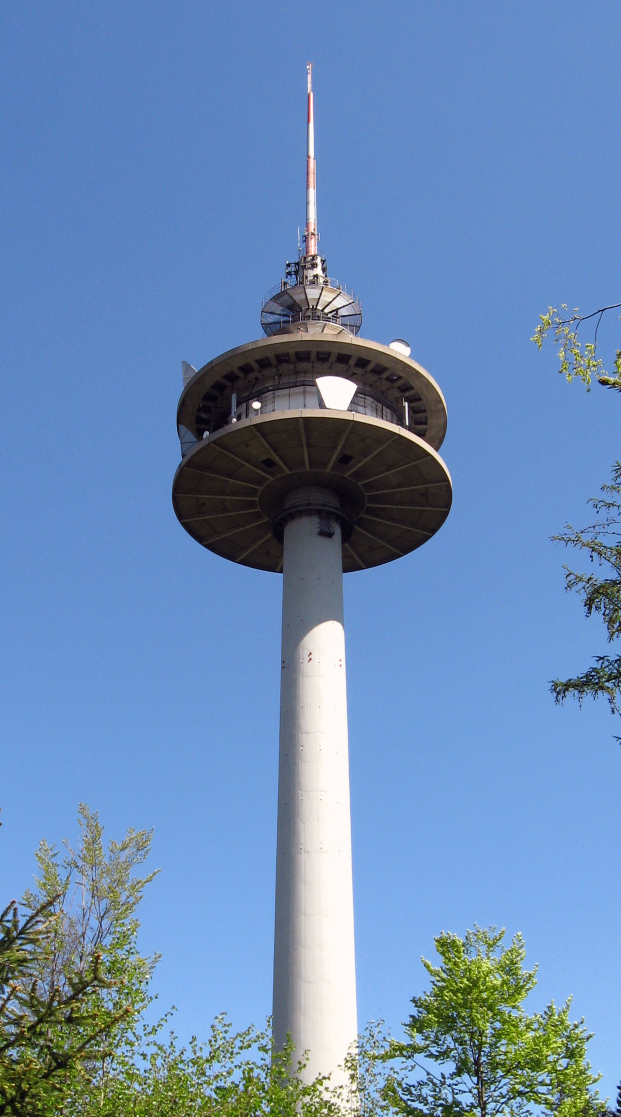
Fernmeldeturm Großerlach

Auf dem Berg befindet sich der 133 m hohe Fernmeldeturm Großerlach für Richtfunk der Deutsche Funkturm GmbH, der als weithin sichtbarer Orientierungspunkt im Schwäbisch-Fränkischen Wald dient. Der Typenturm (FMT 12) aus Stahlbeton wurde 1985 von der damaligen Deutschen Bundespost errichtet und war bis zur Errichtung der Windräder des Windparks am Goldboden bei Winterbach das höchste Bauwerk des Rems-Murr-Kreises.

## Wanderwege
Auf der Hohen Brach kreuzt sich ein Rot-Kreuz-Wanderweg des Schwäbischen Albvereins von Großerlach im Nordwesten nach Grab im Osten mit einem Blau-Strich-Wanderweg von Mainhardt im Norden nach Murrhardt im Südsüdosten. Daneben liegt auch ein Radweg-Dreieck auf der Kuppe und auch der Rundwanderweg 3 von Großerlach führt über den Berg.